# パチスロパルサー
パチスロパルサーとは、山佐が開発して尚球社が販売したパチスロ0号機。

## 概要
現在のパチスロと役の判定方式他が大きく異なる（吸い込み方式だったと思われる）が、ステッピングモーターによるリール制御から、「山佐パターン」と呼ばれる「大量リーチ目」マシーンで、この独特のリーチ目パターンは現在まで続いている。「パルサー」は同社のパチスロ機において現在まで使われるシリーズ名となった。
- 大当り（出玉90枚のボーナスゲームが打止まで継続）
  - 777　BAR　スイカ

- 小役
  - ベル　プラム　チェリー

- リーチ目（チェリー付き「7」でないとガセる場合有り）
  - ボーナス絵柄とその代役絵柄による山佐パターン